# Яєчний порошок
Яє́чний порошо́к — це висушена суміш яєчних білків і жовтків; харчовий концентрат, повністю зневоднені яйця.
Виготовляється за допомогою розпилювальної сушки, так само, як і сухе молоко. Основні переваги яєчного порошку над свіжими яйцями — ціна, менша вага, ніж цілого яйця, і термін придатності. Також порошок займає менше місця, і не має потреби в охолодженні.
Продукт використовують для тих самих страв, що й меланж. Для заміни одного яйця масою нетто 40 г беруть 11,2 г яєчного порошку (1:0,28). Яєчний порошок можна використовувати без відновлення при випічці, і може бути відновлений, щоб зробити такі страви, як яєчня і омлет.
Зберігають при кімнатній температурі й відносній вологості повітря 65–75 % протягом 6 місяців, а при температурі 2°С і відносній вологості повітря 60–70 % — 2 роки з дня виготовлення.

## Історія
Яєчний порошок був одним з основних продуктів на пікніку ще в 1912 році.
Яєчний порошок використовувався у Великій Британії під час Другої світової війни у нормуванні продуктів харчування. Яєчний порошок, також відомий як «dried eggs» (сухі яйця) і в розмовній мові в період нормування продуктів харчування у Великій Британії, як «Ersatz eggs» (замінник яєць).
Сучасний спосіб виробництва яєчного порошку був розроблений в 1930 році Альбертом Грантом і компанією на Майл-Енд-Роуд, Лондон. Цей виробник перевозив рідке яйце з Китаю та один з його співробітників зрозумів, що в ньому 75 % води. Експериментальний завод вакуумної сублімації був побудований і випробуваний. Потім у Сінгапурі був створений завод для обробки яйця в Китаї. Коли наближалася війна, Грант перемістив його завод в Аргентину. Британський уряд підняв патент під час війни і багато інших постачальників прийшли на ринок, зокрема, у США. Китайці висушували збиті яйця, залишаючи їх на сонці, а потім подрібнювали, як за часів Середньовіччя. Першими постачальниками в США були Вік Хенінгсен старший та інші у Великій Британії.
Яєчний порошок має термін придатності від 5 до 10 років, при зберіганні без кисню в прохолодному місці.